# Костадинов, Мирослав
Миро (наст. имя Мирослав Костадинов) (род. 10 марта 1976 в Добриче, Болгария) — болгарский певец и композитор, представитель Болгарии на конкурсе песни Евровидение 2010, который проходил в Осло. Миро выиграл национальный отбор на конкурс с песней «Ангел си ти» («Ты ангел»).

## Биография
В середине 90-х годов Мирослав выиграл несколько премий на Болгарских музыкальных фестивалях как «Лучший молодой исполнитель», завоевал две престижные награды на «Discovery» в Варне, а также принимал участие в международных конкурсах в Турции и Казахстане. Популярность к певцу пришла в 1999 году после создания дуэта «KariZma», в котором он пел вместе с Галиной Курдовой. В 2008 дуэт распался, и оба бывших участника коллектива начали сольные карьеры.
В 2008 году Миро выпускает сингл «Губя контрол», который становится хитовым в Болгарии. В 2009 музыкант был признан «Болгарской иконой Моды».

## Евровидение 2010
В марте 2010 певец был выбран экспертным жюри чтобы представить свою страну на конкурсе Евровидение. Также жюри выбрало одну из пяти песен, с которую впоследствии Миро исполнил на конкурсе. 27 мае певец, выступая под номером 13, исполнил свою композицию «Ангел си ти». Композиция не была допущена до финала, финишировав только пятнадцатым, с результатом в 19 очком. Наибольшее число баллов (7) конкурсанту дала Турция.
До этого Миро уже пытался принять участие на Евровидении 2007 (в составе дуэта «KariZma»), но не был выбран телезрителями.

## После Евровидения
В 2011 году его песня И ти не можеш да ме спреш (рус. И ты не можешь остановить меня) заняла 2 место в ротации в Болгарии, уступив место Рианне. Чудесно возглавлял музыкальные чарты и стал молодым певцом № 1 в стране. В 2011, 2013 и 2014 годах Миро был наставником программы Голос Болгарии, как и в 2013 году его подопечный от его команды победил в этом проекте по счёту СМС-голосу — Ивайло Донков. Летом 2013 года он вернулся в студию, чтобы закончить работу над альбомом Мессии.
В 2012 году он выпустил свою песню Върха на планината (рус. Вершина горы). С 2013 года Миро является послом Giorgio Armani в Болгарии и занял восьмое место в рейтинге журнала Forbes среди болгарских знаменитостей. В этом же году его песня Сувенир (рус. Сувенир), в котором видеоклипе принимал участие его младший племянник Давид. За время своей карьеры — Миро не только певец, но ещё деятель по благотворительным делам, он участвует в социальных и благотворительных кампаниях. Он выиграл несколько призов за пределами музыкальной сцены — как человек, и за его влияние на современную культуру.

## Дискография

### Альбомы
- 2008 — Омиротворен / Умиротворенный
- 2015 — Месия / Месия

### Синглы
- Radio On (ft. Mike Johnson) (2008)
- Август е Септември (vol. 1) (2008)
- Губя контрол (2008)
- Някога преди (2008)
- Август е Септември (vol. 2) (2009)
- Ангел си ти (2010)

Большинство из этих синглов занимали ведущие позиции в местных чартах и хит-парадах.

## Награды
- 2007 — Most Elegant Male
- 2008 — Fan TV award for Best Male Artist
- 2008 — Planeta TV award for Best Song («Zavinagi» feat. Anelia)
- 2008 — Planeta TV award for Best Video («Zavinagi» feat. Anelia)
- 2008 — BG Radio Music Awards — Best Lyrics («Niakoga predi»)
- 2008 — BG Radio Music Awards — Best Video («Niakoga predi»)
- 2008 — Nov folk Music Awards — Best Duet («Zavinagi»)
- 2008 — Romantika Radio — Best Song («Zavinagi»)
- 2008 — «Sing with me» reality show — 1-st place (with Divna)
- 2009 — BG Radio Music Awards — Best Male Artist
- 2009 — BG Radio Music Awards — Best Song («Gubia kontrol, kogato»)
- 2009 — BG Radio Music Awards — Best Album («Omirotvoren»)
- 2009 — Mad Video Music Awards — Best Bulgarian Video («Gubia kontrol, kogato REMIX»)
- 2010 — BG Radio Music Awards — Best Male Artist
- 2010 — BG Radio Music Awards — Best Song («Ubivame s lubov»)
- 2010 — BG Radio Music Awards — Best Video («Ubivame s lubov»)